# Constitution de l'État de Hatohobei
Lire en ligne

Voir sur wikisource (fr)

La constitution de Hatohobei est le texte fondamental de l'État de Hatohobei, aux Palaos.

## Contenu
La constitution est subdivisée en un préambule et 14 articles.
Le premier article définit le territoire de l’État aux îles Hatohobei, Helen et Pieraurou (cette dernière étant une île fantôme).
Le deuxième article soumet la constitution de Hatohobei à la constitution des Palaos mais fait de cette même constitution la norme supérieure de la hiérarchie des normes tobiennes.
Le troisième article crée un statut de « personne de Hatohobei » qui, sans définir une citoyenneté, identifie les personnes considérés comme provenant de l’État.
L'article 4 est un renvoi à la déclaration des droits de la constitution des Palaos.
L'article 5 définit que les suffrages sont à bulletins secret et détermine les critères de participation aux élections et d'éligibilité généraux.
Les responsabilités du gouvernement tobien sont définies en termes généraux à l'article VI.
Les fonctions de gouverneur et de lieutenant-gouverneur de Hatohobei sont créées par l'article VII.
L'article VIII crée la Législature de Hatohobei, composée de 9 membres.
L'article IX institut un Conseil des Chefs traditionnels. Ce Conseil a pour principal rôle de veiller à la préservation des coutumes et traditions et de vérifier à la conformité des lois à celles-ci.
L'article X concerne le pouvoir judiciaire de Hatohobei, lequel est mutualisé au sein du système judiciaire des Palaos. L'article prévoit toutefois la possibilité d'établir des juridictions séparées et confie au Conseil des Chefs traditionnels certaines tâches liées au règlement des différends dans la communauté, bien que ces fonctions soient limités au strict respect des constitutions de Hatohobei, des Palaos et du droit public paluan en général.
Le trésor public de l’État est créé par l'article XI.
L'article XII contient les dispositions générales, notamment : la langue tobienne comme langue officielle, la primauté de l'anglais dans l'interprétation de la constitution, le droit d'initiative populaire, les droits liés à sa juridiction et à la propriété privée, l'interdiction de la sécession et l'interdiction des substances dangereuses.
L'article XIII contient les dispositions relatives aux amendements et modifications de la constitution.
L'article XIV contient les dispositions transitoires.

## Sources

## Compléments